# Llanfaethlu
Llanfaethlu is een plaats in het Welshe graafschap en eiland Anglesey. De plaats werd genoemd naar de 6de-eeuwse heilige Amaethlu van Anglesey, aan wie de St Maethlu's Church gewijd is.